# Wspólnota administracyjna Aindling
Wspólnota administracyjna Aindling – wspólnota administracyjna (niem. Verwaltungsgemeinschaft) w Niemczech, w kraju związkowym Bawaria, w rejencji Szwabia, w regionie Augsburg, w powiecie Aichach-Friedberg. Siedziba wspólnoty znajduje się w miejscowości Aindling.
Wspólnota administracyjna zrzesza jedną gminę targową (Markt) oraz dwie gminy wiejskie (Gemeinde): 
- Aindling, gmina targowa, 4 302 mieszkańców, 31,43 km²
- Petersdorf, 1 656 mieszkańców, 19,51 km²
- Todtenweis, 1 340 mieszkańców, 20,28 km²